# 岡崎文彬
岡崎 文彬（おかざき あやあきら、1908年9月18日 - 1995年3月18日）は、日本の造園家、造園学者、林学者。京都大学名誉教授。農学部林学科で造園研究室を主宰。多くの人材を育成した。大阪府三島郡茨木町高瀬（現：茨木市）出身。

## 概要
1908年（明治41年）生まれ。林学ならびに造園学の研究および学生の教育、執筆に、永年にわたり従事、数多くの業績を上げる。
1931年（昭和6年）、京都帝国大学農学部林学科卒業と同時に同大助手。当初の研究は森林美学であったが、1933年9月、京都帝国大学農学部助手を辞任し、1933年から1936年にかけて、造園学研究のため欧米歴訪。古代エジプトの庭園、古代ギリシャの庭園、古代ローマの庭園、中世スペイン庭園、ルネサンス期イタリア式庭園、アンドレ・ル・ノートルのフランス式庭園、近代ドイツのクラインガルテンなどの西洋庭園史の研究に取り組み、7つの外国語を駆使して、膨大な文献史料の正確な考証と現地での周到な調査を行う。
1944年（昭和19年）から1945年（昭和20年）にかけてジャワに陸軍技師として派遣。バイテンゾルヒ栽培企業試験場に勤める。
研究調査のための海外への渡航は50回に及ぶ。西洋庭園史の集大成的な研究業績を上げ、これら西洋庭園史の一連の研究に対し1968年（昭和43年）日本造園学会賞を受賞する。造園学の分野では西洋造園史の権威である。
1936年（昭和11年）4月、京都帝国大学農学部助手復帰。欧州留学後からは庭園研究と樹木生理学、また戦後は森林施業と森林風致の研究にも従事した。
また、日本庭園についても大著「日本の古庭園（上下巻）」を公刊、さらに東洋諸国の庭園史に関しても研究を進め、著書、論文を数多く発表している。
一方、学会活動においても日本林学会ならびに日本造園学会で精力的に活動、造園学会では理事さらに副会長として学会運営に従事、若い造園学徒の研究発表の場を作ろうとの主旨から昭和41年、造園学会関西支部を設立。
1972年に京都大学を退官してからも多くの著書を出し、研究上の業績としては、林学に関する著書17冊、論文46編、造園学に関する著書42冊、論文77編、そのほか随筆など369編を公刊。研究業績は森林経理学の分野におけるものと、造園学の分野におけるものとに大別され、森林経理学の分野では林木生理、森林計測、森林経営に関し多くの優れた業績を残している。
さらに昭和56年に公刊された世界造園史の集大成の書である「造園の歴史（全3巻）（同朋舎出版）」に対し、昭和57年第36回毎日出版文化賞特別賞を授与している。
林学と造園学の学識経験を通して大学の外の社会に対しても重要な貢応をし、桂離宮御殿整備工事委員会の委員（宮内庁）をはじめ、文化庁、林野庁、科学技術庁などの省庁や地方自治体の審議会や 委員会にも参加、積極的な活動を行う。このような社会への貢献に対し、平成7年2月に第13回京都府文化賞特別功労賞を授与。
研究・教育にめざましい業績を上げ、多くの人材を育てるとともに、その学経験に基づいて広く林業界と造園界を指導、学術振興ならびに社会発展に尽くした功績は大なるものがある。

## 研究業績
林木生理ではスギの水分生理を実験的に究明、スギの生育と水分収支との関係を明らかにしている。
森林経営については、照査法の先駆的研究を通じて日本における集約的森林漁業大系確立のための指針を示す。そして林業に実際に応用するために北海道北見に照査法の実験林を設定。
このほかに森林レクリエーションや森林の風致的利用の問題を論じ、林業経営と両立する森林風致施策を打ち立てた。また昭和38年には米国オレゴン州立大学客員教授として日本の林業の講義をしている。

## 経歴
- 1908年（明治41年）9月18日 大阪府三島郡茨木町高瀬（現：茨木市）にて生誕。
- 姫路高校 (旧制)在学中に庭園文化に魅せられる。
- 1931年（昭和6年）
  - 3月 京都帝国大学農学部林学科卒業
  - 4月 京都帝国大学農学部助手
- 1933年（昭和8年）9月-1936年（昭和11年）4月 京都帝国大学農学部助手を辞任し、造園学研究のため欧米各国へ留学
- 1936年（昭和11年）4月 京都帝国大学農学部助手（再任）
- 1942年（昭和17年）4月 京都帝国大学農学部講師
- 1943年（昭和18年）7月 京都帝国大学農学部助教授
- 1944年（昭和19年）1月 陸軍技師、ジャワ・ボゴール技培企業試験場。
- 1946年（昭和21年）12月 京都大学農学部助教授
- 1949年（昭和24年）4月 農学博士
- 1950年（昭和25年） 京都大学教授。以降農学部林学科森林経理学講座担任を経て造園学講座を担任。
- 1959年（昭和34年）10月 - 同38年10月 京都大学農学部附属演習林長
- 1960年（昭和35年）11月 - 1962年（昭和37年）11月 京都大学野議員
- 1963年（昭和38年）2月 - 8月 米国オレゴン州立大学、西独ベルリン工科大学客員教授
- 1968年（昭和43年）
  - 日本造園学会賞（「西洋庭園史に関する一連の研究」）
  - 韓国ソウル市長賞
- 1972年
  - 京都大学退官。同年4月 京都大学農学部名誉教授
  - 4月 南九州大学教授（-昭和58年）兼理事
- 1975年（昭和50年）5月 日本造園学会名誉会員

委員歴は行政審議会桂離宮御殿整備工事委員会委員（宮内庁）、文化財保護番議会専門委員（文化庁）自然休養林辛議会委員（林野庁）、森林資源調査審議会委員（科学技術庁）他。
- 1980年4月29日 叙勲三等授旭日中綬章
- 1982年（昭和57年） 第35回毎日出版文化賞特別賞
- 1993年（平成5年） 第11回日本造園学会上原敬二賞
- 1995年（平成7年）
  - 2月28日 第13回京都府文化特別功労賞
  - 3月18日 京都にて逝去。叙正四位。
- 1998年（平成10年） 遺族により欧州や日本の庭園の写真、スライド計約7万点が国際日本文化研究センターに寄贈される。